# Lochan Dubh (Loch Creran)
Lochan Dubh (schottisch-gälisch: „Kleiner Schwarzer See“) ist ein Süßwassersee in der historischen Region Lorne der schottischen Council Area Argyll and Bute.

## Beschreibung
Der See liegt im Norden der dünn besiedelten Region Lorne etwa einen Kilometer nordöstlich des Weilers Benderloch und elf Kilometer nordwestlich von Oban. Er liegt auf der Landenge zwischen dem Loch Creran, dem Lynn of Lorn und der Ardmucknish Bay. In der Umgebung von Lochan Dubh befinden sich mehrere kleine Ortschaften und das Tower House Barcaldine Castle. Er liegt abseits der A828 (Ballachulish–Connel).
Der See liegt auf einer Höhe von 16 Metern über dem Meeresspiegel. Der eiförmige Lochan Dubh weist eine maximale Länge von 0,45 Kilometern bei einer maximalen Breite von 0,25 Kilometern auf, woraus sich eine Fläche von sieben Hektar und ein Umfang von einem Kilometer ergeben. Die mittlere Tiefe von Lochan Dubh beträgt 4,3 Meter, woraus sich ein Volumen von 315.176 Kubikmetern ergibt. Sein Einzugsgebiet umfasst 23 Hektar und ist zu 37 % von Nadelwald bestanden, während Moorflächen und Grundwasser jeweils rund 30 % des Zuflusses zu Lochan Dubh ausmachen. Der See besitzt keinen benannten Zufluss. Vom Ostufer fließt ein unbenannter Bach ab, der westlich von Benderloch in die Ardmucknish Bay am Meeresarm Loch Linnhe entwässert.